# Lázeňský rybník
Lázeňský rybník je vodní plocha nacházející se na Libverdském potoce západně od obce Lázně Libverda. Otevřen byl 18. července 1903 jako „Clam-Gallasův plavecký a gondolový rybník“. V rybníce se mohli lázeňští hosté vykoupat nebo se po něm projet na lodičkách. Na počátku 21. století je však nevyužíván a zarostlý. Rybník se nachází na území Chráněné krajinné oblasti Jizerské hory a řadí se do povodí řeky Smědé.

## Popis
Rybník je obtokový a je napájen Libverdským potokem, který teče po jeho severní straně. Napájení je zajištěno přítokem z hradidlového jezu, který se na potoku nachází v říčním kilometru 0,875. Na západní straně se nachází zemní, čtyři metry vysoká sypaná hráz o třímetrové šířce v koruně. Do tělesa hráze je osazen požerák. V době svého otevření měla vodní plocha rozměry 180×30 metrů. Jihozápadně od rybníka se nachází libverdská čistírna odpadních vod.